# Фармацевтична енциклопедія
«Фармацевтична енциклопедія» — українське довідкове видання, яке містить статті з фармацевтичної науки і практики: хімічне, організаційно-економічне, технологічне виробництво ліків і конструювання лікарських систем, методи контролю і реалізації, сертифікації, стандартизації лікарських засобів, вивчення лікарських рослин, лабораторна діагностика тощо.
Енциклопедія призначена для працівників фармацевтичної галузі, лікарів, студентів. 
Видавалась як: книга (паперовий варіант), електронне джерело (сайт). Видавець — МОРІОН.
Перше видання вийшло в 2005 році і містило 848 сторінок. 
Друге видання вийшло в 2010 році (ISBN 978-966-2066-34-0), воно містить більше 4 000 статей і доповнене статтями, які присвячені:
- опису активних фармацевтичних інгредієнтів та допоміжних речовин, які використовують при виробництві фармацевтичних препаратів;
- новітнім методам визначення їх якості, ефективності та безпеки;
- переліку особистостей, що зробили значний внесок у розбудову всіх складових фармацевтичної галузі.

Третє видання, доповнене, побачило світ у 2016 році, та налічує 5 000 статей, які розміщені на 1952 сторінках.
Голова редакційної ради енциклопедії — Черних Валентин Петрович.

## Бібліографічний опис
- Фармацевтична енциклопедія / голова ред. ради та автор передмови В. П. Черних ; Нац. фармац. ун-т України. — 2-ге вид., переробл. і доповн. — Київ : МОРІОН, 2010. — 1632 с., 16 арк. іл. — 2 000 екз. — ББК 52.8Я-20. — УДК 615(031). — ISBN 978-966-2066-34-0.